# Strychnos brasiliensis
Strychnos brasiliensis là một loài thực vật có hoa trong họ Mã tiền. Loài này được (Spreng.) Mart. miêu tả khoa học đầu tiên năm 1841.

## Hình ảnh

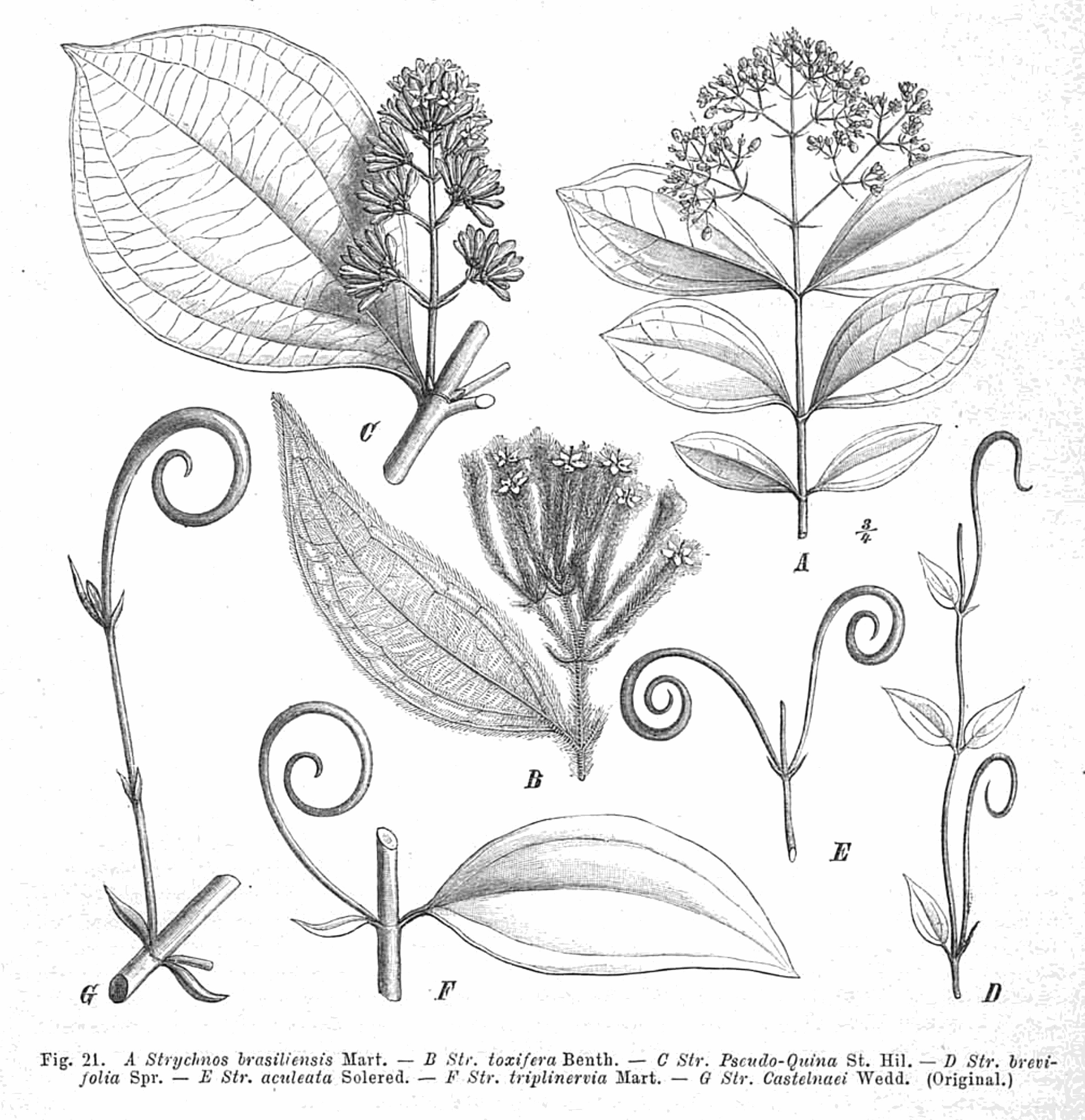